# Уайлдер, Кристофер
Кристофер Бернард Уайлдер (англ. Christopher Bernard Wilder; 13 марта 1945, Сидней, штат Новый Южный Уэльс, Австралия — 13 апреля 1984, Колбрук, штат Нью-Гэмпшир) — американский серийный убийца австралийского происхождения, который похитил и изнасиловал по меньшей мере двенадцать женщин, убив по меньшей мере восемь из них в течение шести недель 1984 года. Все преступления были совершены на территории 10 штатов США. Совершил самоубийство во время попытки задержания 13 апреля 1984 года. Среди жертв Уайлдера преобладали молодые девушки привлекательной внешности, в том числе одна из участниц конкурса красоты, благодаря чему СМИ и полиция прозвали его «Убийца Королевы красоты» (с англ. — «Beauty Queen Killer»). На момент смерти Уайлдер числился в первой десятке преступников, наиболее разыскиваемых ФБР.

## Ранние годы
Кристофер Уайлдер родился 13 марта 1945 года на территории Австралии в городе Сидней в семье американского морского офицера. Мать Кристофера также родилась в Австралии, благодаря чему он имел двойное гражданство. Детство и юность Уайлдер провел в Сиднее, он посещал школу «Rybe High School», которую бросил в начале 1960-х, после чего освоил профессию столяра. В середине 1960-х его семья переехала в небольшой город под названием Саутелл, где родители Криса стали заниматься бизнесом в строительной сфере. В 1969 Уайлдер после неудачной женитьбы развелся и при материальной поддержке своих родителей эмигрировал в США, где приобрел жилье в городе Палм-Бич, штат Флорида.
В последующие годы также при поддержке родителей Кристофер стал успешным предпринимателем. Он организовал бизнес в строительной и электроэнергетической сфере и вскоре стал миллионером, после чего купил особняк на берегу океана в престижном районе города, где имел быстроходный катер, собственный причал и парк дорогих автомобилей. Свободное от работы время Уайлдер посвящал автоспорту, выступая за команду «Porsche» в малоизвестной гоночной серии спортивных автомобилей «IMSA GT Championship», а также увлекался фотографией, для чего оборудовал в своем особняке фотостудию.
В то же время Уайлдер несколько раз арестовывался за сексуальные преступления и нападения, но благодаря соблюдению политики конфиденциальности никто из друзей и знакомых не знал о его криминальной карьере, вследствие чего отзывались о нем крайне положительно.

## Ранняя криминальная деятельность
С юношеских лет Кристофер Уайлдер стал проявлять признаки сексуальных девиаций, благодаря чему в 1962 году, будучи несовершеннолетним, подвергся аресту за участие в групповом изнасиловании. В качестве наказания он получил принудительные меры медицинского характера и ему было назначено лечение методом электросудорожной терапии. В последующие годы в сексуальном поведении Уайлдера были замечены отклонения, благодаря чему он получил репутацию извращенца. Его бывшая жена впоследствии заявила, что истинной причиной развода стали извращенные способы удовлетворения полового влечения.
В 1976 году Уайлдер был арестован по обвинению в растлении 16-летней девушки на территории города Бока-Ратон, но из-за вердикта жюри присяжных заседателей он был впоследствии судом оправдан. В 1980 году он снова был арестован за нападение и попытку изнасилования несовершеннолетней девушки. Он признал себя виновным, но был осужден условно, получив в качестве наказания 5 лет испытательного срока и принудительный курс сексуальной терапии. В этот период Уайлдер стал демонстрировать признаки патологически повышенного полового влечения к молодым девушкам. Он знакомился с ними на улицах и других общественных местах, представлялся фотографом модельного агентства и заманивал их в свой дом участием в съемках, для чего оборудовал в нем фотостудию. В конце 1982 года, во время отпуска он вернулся в Австралию, для того чтобы навестить своих родителей. Во время визита он отправился в Сидней, где 28 декабря того же года похитил двух 15-летних девушек и совершил в отношении их насильственные действия сексуального характера, заставляя их в том числе фотографироваться в непристойных позах. Уайлдер был арестован, ему были предъявлены обвинения, но он был освобожден из-под стражи во время расследования, заплатив в качестве залога 400 000 долларов, после чего вернулся в США. Находясь во Флориде, Кристофер познакомился с 23-летней Элизабет Кенион.
Девушка обладала привлекательной внешностью и являлась финалистом конкурса красоты «Мисс Флорида 1983». После нескольких свиданий Уалдер предложил девушке выйти за него замуж и переехать в Австралию, но получил отказ, после чего Кенион пропала без вести 5 марта 1984 года. Ее автомобиль был найден спустя несколько дней в районе аэропорта Майами. В ходе расследования выяснилось, что незадолго до исчезновения Уайлдер предложил девушке отправиться в район аэропорта для фотосессии, вследствие чего он был задержан и подвергнут допросу, который закончился безрезультатно и его были вынуждены отпустить. В то же время Уайлдер попал под подозрение полиции по обвинению в убийстве 21-летней Розарио Гонсалес. Девушка была знакома с Кристофером и работала в качестве Грид-гёрл на автогонке Гран-при Майами, которая состоялась 26 февраля 1984 года, в тот же вечер Гонсалес пропала без вести. Уайлдер принимал участие в автогонке и по свидетельству ряда свидетелей был одним из последних, кто видел девушку живой.
Помимо этого Уайлдер в апреле 1984 года должен был вернуться в Австралию и явиться в суд, чтобы предстать по обвинению в похищении и сексуальном насилии несовершеннолетних, которое он совершил в декабре 1982 года. Также ему из-за этого правонарушения были предъявлены обвинения уже на территории штата Флорида в нарушении испытательного срока по приговору за растление несовершеннолетней, совершенном  в 1980 году. Пребывая в тяжелом психоэмоциональном состоянии, Кристофер Уайлдер впал в состояние внутриличностного конфликта, вследствие чего 17 марта того же года он обналичил в банке крупную сумму денежных средств, покинул Палм-Бич и пустился в бега.

## Серия убийств
18 марта Уайлдер оказался в городе Хайнс-Сити, штат Флорида, где в тот же день познакомился в торговом центре с 21-летней Терезой Уэйт Фергюсон. Фергюсон мечтала о карьере фотомодели, благодаря чему Уайлдеру, представившись фотографом модельного агентства, удалось заманить девушку в свой автомобиль, после чего он отвез ее в болотистую местность города, где связал ее и избил, нанеся ей черепно-мозговую травму, от которой она скончалась. Тело Фергюсон было найдено только лишь через несколько дней.
20 марта Уайлдер появился в столице штата — городе Таллахасси, где, действуя по той же схеме, познакомился с 19-летней студенткой Линдой Гровер. Девушка ответила отказом на предложение Кристофера устроить фотосессию, после чего преступник совершил на нее нападение, в ходе которого связал ее и запер в багажнике своего автомобиля. Уайлдеру удалось беспрепятственно покинуть пределы штата и переехать в штат Джорджия. Он остановился в одном из мотелей города Бейнбридж, где изнасиловал жертву и подвергнул ее пытке электротоком, после чего избил ее. В конечном итоге манипуляции Уайлдера и крики Гровер привлекли внимание других жителей мотеля, вследствие чего он бросил жертву, сел в автомобиль и сумел скрыться до появления полиции. Выжившая Линда Гровер впоследствии в качестве своего похитителя идентифицировала Кристофера Уайлдера.
22 марта преступник пересек границу штата Техас и остановился в небольшом городе под названием Уинни. На следующий день он отправился в город Бомонт, где совершил нападение на 24-летнюю медсестру и  студентку Терри Уолден. Кристофер связал и изнасиловал жертву, после чего зарезал. Труп Уолден Уайлдер бросил в одном из каналов на окраине города. После убийства Уолден преступник бросил свой автомобиль и переехал на территорию штата Оклахома на ее автомобиле. Добравшись до столицы штата Оклахома-Сити, Уайлдер познакомился в торговом центре с очередной жертвой - 20-летней Сьюзан Логан. Девушку заинтересовало предложение Кристофера и она добровольно села в его автомобиль, после чего он увез более чем за 200 километров — в город Ньютон, штат Канзас, где на следующий день избил и зарезал ее. Тело жертвы убийца сбросил в воды Милфордского водохранилища, где оно было найдено через несколько дней рыбаками.
В конце марта 1984 года Кристофер Уайлдер пересек границу штата Колорадо, где познакомился с 18-летней Шерил Бонавентура на территории города Гранд-Джанкшен. Девушка вела маргинальный образ жизни, проявила симпатию Уайлдеру и согласилась принять участие в предложенной ей Кристофером фотосессии. Ряд свидетелей заявил, что девушка перед исчезновением заявила, что собирается с новым знакомым переехать в Лас-Вегас для работы фотомоделью. 30 марта Уайлдер и Бонавентура оказались в городе Пэйдж, штат Аризона, где в тот же день Кристофер в ходе нападения избил жертву и нанес ей несколько огнестрельных и ножевых ранений. Тело жертвы было найдено только лишь 4 мая 1984 вдоль одного из шоссе недалеко от города Канаб, штат Юта.
1 апреля Уайлдер посетил конкурс красоты в одном из торговых центров Лас-Вегаса, после чего пропала одна из конкурсанток 17-летняя Мишель Корфмен. По версии следствия Уайлдер задушил девушку. Полуразложившийся труп Мишель Корфмен был найден только лишь через месяц на территории леса «Национального заповедника Анджелес». Через несколько дней преступник добрался до границ штата Калифорния, где 4 апреля в городе Торранс пропала без вести 16-летняя Тина Ризико. Уайлдер изнасиловал девушку, но оставил в живых, используя ее в заложниках для завоевания расположения доверия к себе других потенциальных жертв. 5 апреля Уайлдер был включен в список десяти преступников, наиболее разыскиваемых ФБР, и по его поимке была организована поисковая операция с участием вертолетов, более 500 агентов ФБР и других представителей правоохранительных органов в нескольких штатах страны, которая стала самой масштабной за последние 16 лет.
План Уайлдера осуществился 10 апреля 1984 года, когда он совместно с Ризико убедил сесть в свой автомобиль 16-летнюю Доунетт Уитт в городе Меррилвилл, штат Индиана. Преступник вместе с двумя девушками добрался до границ штата Нью-Йорк, где в одном из мотелей города Сиракьюз девушки увидели телерепортаж о розыске Уайлдера. Опасаясь разоблачения, Кристофер Уайлдер под угрозой оружия заставил девушек сесть автомобиль и увез их. На окраине небольшого города Пенн-Ян, Уайлдер завел Доунетт Уитт в лесистую местность, где нанес ей несколько ножевых ранений и оставил умирать, после чего скрылся с Тиной Ризико. Однако тяжелораненая Уитт выжила. Она смогла добраться до автодороги и остановить автомобиль. Впоследствии девушке была оказана помощь и она была доставлена в больницу, где в скором времени рассказала полиции о том, как развивались события, и о намерении Уайлдера добраться до государственной границы с Канадой с целью пересечь границу и затеряться на просторах соседнего государства. В тот же день Кристофер при попытке угона автомобиля похитил 33-летнюю Бетт Додж в городе Рочестер. После недолгой поездки Уайлдер застрелил Додж и на ее автомобиле направился в Бостон, штат Массачусетс, где принял решение отпустить Тину Ризико. Он купил ей билет на самолет до Лос-Анджелеса, после чего девушка вернулась домой и обратилась в полицию.

## Смерть
После обнаружения Тины Ризико поисковая операция по поимке Кристофера Уайлдера была развернута вдоль границы США с Канадой в районе северных штатов страны. 13 апреля 1984 года Уайлдер был обнаружен на автозаправочной станции в городе Колбрук, штат Нью-Гэмпшир, всего в нескольких километрах от государственной границы. После того как двое сотрудников правоохранительных органов Лео Джеллисон и Уэйн Фортиер подошли к подозреваемому для проверки документов, Уайлдер бросился к салону своего автомобиля. Заметив, что Уайлдер вооружился револьвером, Джеллисон и Фортиер вступили в борьбу с ним за контроль над оружием, в ходе которой выстрелом из револьвера получил тяжелое ранение в область грудной клетки подозреваемый и Лео Джеллисон. Уайлдеру удалось сохранить контроль над оружием, но через несколько секунд он еще выстрелил себе в грудь, от чего почти мгновенно скончался. Инцидент впоследствии был признан самоубийством. Лео Джеллисон и Уэйн Фортиер за проявленный героизм впоследствии получили государственные награды.